# راگنار ویکستروم
راگنار ویکستروم (فنلاندی: Ragnar Wickström; ۱۲ نوامبر ۱۸۹۲ – ۲۵ دسامبر ۱۹۵۰) بازیکن فوتبال اهل فنلاند بود.
وی همچنین در تیم ملی فوتبال فنلاند بازی کرده‌است.